# Old Crow Medicine Show
Old Crow Medicine Show es una banda de música popular estadounidense formada en 1998 con base en Nashville (Tennessee).

## Historia
Los cinco miembros fundadores de la banda; Critter Fuqua, Kevin Hayes, Morgan Jahnig, Ketch Secor y Willie Watson se conocieron en Ithaca (Nueva York). Tras grabar una maqueta en casete con diez canciones, bajo el título de Trans:mission, iniciaron una gira callejera por Canadá en octubre de 1998. En la primavera de 1999 se instalaron en una zona rural en los Apalaches, cerca de Boone (Carolina del Norte). Tocando en una esquina de esta localidad fueron descubiertos por el músico Doc Watson, quien los invitó a actuar en el renombrado MerleFest, actuación que marcaría un punto de inflexión en la trayectoria profesional de la banda. 
Tras la actuación en el MerleFest, fueron invitados a participar en algunos conciertos del veterano programa radiofónico Grand Ole Opryy, motivo por el cual en octubre de 2000 se instalaron en Nashville donde fueron acogidos y asesorados por Marty Stuart. Hicieron su debut en el Grand Ole Opryy en enero de 2001 en el Auditorio Ryman donde recibieron del público una sonora ovación y una petición para realizar un "Bis", algo que rara vez se produce en este tipo de eventos. Pronto fueron contratados como teloneros de músicos como Dolly Parton y Del McCoury.
En 2003 firmaron un contrato discográfico con Nettwerk America y grabaron su álbum debut con David Rawlings como productor. El álbum, titulado Old Crow Medicine Show, fue grabado en los RCA Studio B de Nashville y publicado en febrero de 2004 e incluye su tema más característico, "Wagon Wheel", escrito por el líder de la banda, Ketch Secor usando un estribillo de Bob Dylan. El coro y la melodía de "Wagon Wheel" provienen de una demo grabada por Bob Dylan durante las sesiones de Pat Garrett & Billy the Kid en febrero de 1973. Aunque nunca se lanzó oficialmente, la canción se lanzó en una grabación pirata que Critter Fuqua trajo de un viaje a Londres.
Ketch Secor escribió versos para la canción basándose en el coro y la melodía originales. El álbum los llevó rápidamente al número 1 en las listas de bluegrass y fue certificado disco de platino por la RIAA. Critter Fuqua, miembro fundador de la banda, abandonó la formación para iniciar un tratamiento contra su adicción al alcohol.
De nuevo con Rawlings, produjeron Big Iron World dos años después. El segundo álbum no sólo alcanzó el número uno de la lista de éxitos bluegrass, sino que también llegó a las listas oficiales de álbumes. Otro destacado productor, Don Was, los apoyó en su tercer álbum en cinco años, Tennessee Pusher. Su éxito fue en aumento, alcanzando el número 50 en las listas de éxitos oficiales y el 10 en las listas Country. Después de eso, la banda se tomó un tiempo, durante el cual el grupo sufrió algunos cambios; Critter Fuqua regresó a la formación, que se amplió también con incorporación de Chance McCoy, Cory Younts, Gill Landry. Por contra, Willie Watson, uno de los miembros fundadores dejó la banda.
Ted Hutt, guitarrista de Flogging Molly fue responsable de su siguiente álbum, Carry Me Back, que se lanzó en 2012. Con el nuevo productor aumentaron las influencias folk. Alcanzó el puesto 22 en el Billboard 200, superando a sus predecesores y llegó al puesto 4 en las listas de música country, permaneciendo en las listas durante casi un año completo. También alcanzaron por primera vez el número 1 en las listas folk. Ese mismo año también aparecieron en el documental musical Big Easy Express de Emmett Malloy junto a Mumford & Sons y Edward Sharpe and the Magnetic Zeros. La película ganó un Grammy en 2013 a la mejor película musical. Ese año también fueron incluidos como miembros del Grand Ole Opry. 
El quinto álbum del grupo, Remedy, fue lanzado en julio de 2014 por ATO Records y producido de nuevo por Ted Hutt. El álbum incluye una colaboración con Bob Dylan, "Sweet Amarillo" y las baladas "Dearly Departed Friend" y "Firewater", esta última escrita por Fuqua. Remedy ganó el premio Grammy al Mejor Álbum Folk en 2015. En 2017 publicaron su primer álbum recopilatorio y firmaron un contrato discográfico con Columbia Nashville para lanzar allí un proyecto especial. Para el 50 aniversario de la publicación del álbum de Bob Dylan, Blonde on Blonde, reprodujeron el álbum completo en vivo en el escenario del Museo y Salón de la Fama del Country en Nashville. En 2018, para conmemorar el vigésimo aniversario de la banda, se lanzó el sexto álbum de estudio, Volunteer, producido por Dave Cobb. 
La banda lanzó su séptimo álbum de estudio, Paint This Town, el 22 de abril de 2022. Es el primero que presenta a los nuevos miembros del grupo; Jerry Pentecost (batería/percusión), Mike Harris (banjo/guitarra) y Mason Via (guitarra/voz), así como el primer trabajo desde la segunda salida del miembro fundador Critter Fuqua a finales de 2019. En marzo de 2023, la banda participó en el C2C: Country to Country, el festival de música country más grande de Europa, actuando en el 3Arena en Dublín, el OVO Hydro en Glasgow y el O2 Arena en Londres. En 2023, coincidiendo con su 25 aniversario el grupo publicó el álbum Jubelee, que contó con la colaboración del miembro fundador de la banda Willie Watson, tras diez años de ausencia de la formación, así como de la cantante de soul Mavis Staples.

## Discografía

### Álbumes de estudio
- 1998 - Trans:mission
- 2000 - Greetings from Wawa
- 2004 - Old Crow Medicine Show (o O.C.M.S.)
- 2006 - Big Iron World
- 2008 - Tennessee Pusher
- 2012 - Carry Me Back
- 2014 - Remedy
- 2018 - Volunteer
- 2022 - Paint This Town
- 2023 - Jubilee

### Álbumes en vivo
- 2001 - Eutaw
- 2003 - Live
- 2017 - 50 Years of Blonde on Blonde
- 2019 - Live At The Ryman